# Khuzdul
Vous lisez un « article de qualité » labellisé en 2009.
Le khuzdul, ou nanien, est l'une des langues construites imaginées par le romancier et philologue John Ronald Reuel Tolkien dans le cadre de l'élaboration des récits de la Terre du Milieu. Il semble que sa création remonte aux années 1930, mais la majorité du corpus connu à ce jour (soit environ 60 à 80 termes) date des années 1950, pendant et après l'achèvement de l'écriture du Seigneur des anneaux.
Au sein de son univers de fiction, le khuzdul est la langue propre au peuple des Nains, qui la reçurent de leur créateur Aulë. Ils la transcrivaient principalement par un système d'écriture runique appelé cirth.
La structure du khuzdul, de type flexionnel, est inspirée de celles des langues sémitiques, telles que l'arabe ou l'hébreu : elle repose sur des racines consonantiques, à partir desquelles les mots sont bâtis par intercalation de voyelles et ajout d'affixes. Le vocabulaire est construit a priori, c'est-à-dire indépendamment de celui des langues naturelles, et conçu par Tolkien de sorte qu'il se distingue nettement de celui des autres langues de la Terre du Milieu : le khuzdul devait sembler « pesant et désagréable » vis-à-vis des langues des Elfes.

## Dénominations
Tolkien a employé plusieurs dénominations différentes pour cette langue ; il utilise le plus souvent l'endonyme khuzdul (une fois orthographié khuzdûl) ou l'exonyme nanien (Dwarvish en anglais). On trouve également les termes nauglien (Nauglian), khazadien (Khazadian) et en quenya naukarin.

## Histoire
En khuzdul comme pour les autres langues qu'inventa Tolkien, il faut distinguer deux axes chronologiques de développement :
- l'un, externe, concerne l'évolution des conceptions de la langue pendant la vie de leur auteur ;
- l'autre, interne, concerne l'évolution historique de la langue à l'intérieur même du monde imaginaire dans lequel elle se parle.

### Histoire externe
La création du nanien semble dater du début ou du milieu des années 1930. Dans le récit de la Quenta Silmarillion, on trouve les premières occurrences des mots Khazaddûm, Gabilgathol et Khuzûd. Ce dernier désignait la race des Nains dans leur propre langue, avant d'être modifié en Khazâd. À partir de 1937, date du début de la rédaction du Seigneur des anneaux, Tolkien retravailla cette langue, notamment au niveau de sa structure. Dans ses propres termes, la langue khuzdule « a été esquissée avec quelques détails dans sa structure, mais avec très peu de vocabulaire ». Et il semble effectivement qu'il existe une grammaire et une phonologie du khuzdul dans les manuscrits non publiés de Tolkien.
Pour créer le nanien, Tolkien s'inspira des langues sémitiques ; phonétiquement, la langue tend plus spécifiquement vers l'hébreu, mais d'autres traits (comme les « pluriels brisés ») rappellent plutôt l'arabe. Tolkien disait des Nains qu'il les voyait « comme des Juifs », soulignant l'idée d'une similarité linguistique avec l'hébreu. Dans une interview diffusée en 1967 sur la BBC, Tolkien dit d'ailleurs que « tous [les] mots étaient sémitiques, évidemment ; construit pour être sémitiques ». Il semble d'ailleurs que Tolkien possédait des bases d'hébreu, car il participa à la traduction anglaise de la Bible de Jérusalem en 1966.

### Histoire interne

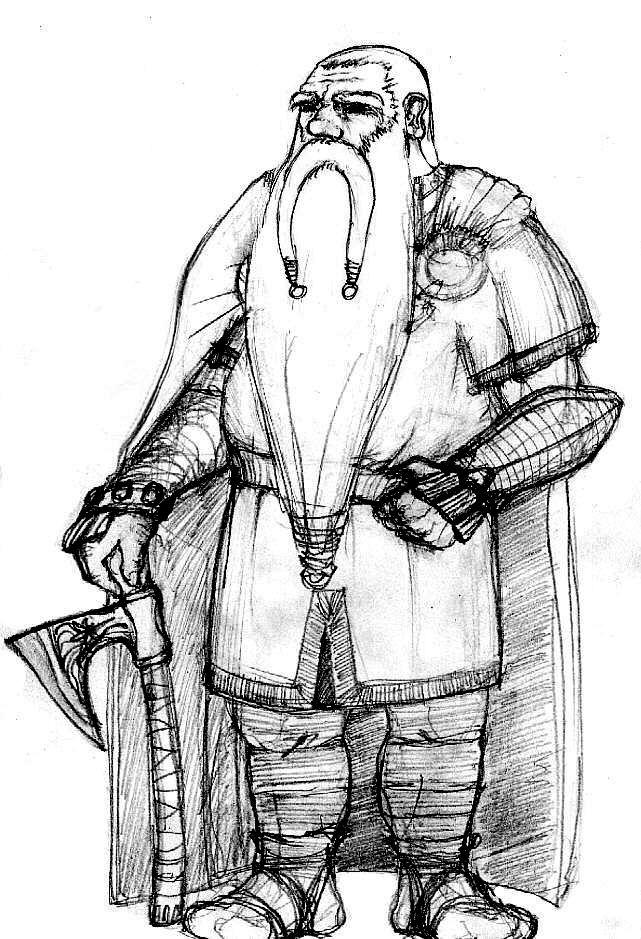
Représentation d'un Nain.

Le Silmarillion nous indique que les Nains apprennent le khuzdul de la bouche même du Vala Aulë, peu après leur création. Il fait donc partie des langues auliennes, du nom d'Aulë. À ce titre, il est possible que le valarin, la langue des Valar, ait influencé en partie la formation du khuzdul.
Au cours de l'histoire d'Arda, la langue évolue très peu en comparaison avec les langues elfiques et humaines. Les quelques différences qui apparaissent sont dues aux grandes distances séparant les demeures des différentes maisons des Nains, mais au Troisième Âge, deux nains issus de différentes maisons peuvent encore se comprendre malgré tout. Hors du cercle privé, le khuzdul n'est que très peu usité, surtout en présence d'autres peuples, et rares sont les étrangers qui peuvent en apprendre quelques bribes. Les Nains ne l'enseignent que rarement d'eux-mêmes, car leur langage est « un secret qu’ils ne révélaient pas volontiers, même à leurs amis ». Quelques Elfes purent l'étudier : c'est notamment le cas de Curufin au Premier Âge, « ce fut grâce à lui que les maîtres du savoir obtinrent la connaissance limitée qu'ils acquirent du khuzdûl », ou bien de Pengolodh au Second Âge. Mais la plupart des Elfes n'avaient aucun intérêt pour ce langage, « lourd et disgracieux à leurs oreilles ».
Il est un point sur lequel les Nains sont inflexibles : ils refusent toujours d'apprendre leurs noms véritables à tout étranger ou membre d'une maison différente, au point que même leurs tombes ne portent pas leurs véritables noms. Ainsi, les noms des Nains connus par les récits proviennent en fait de la langue des hommes du Nord (c'est le cas pour Gimli, Balin, etc.), ou bien ne sont que des surnoms : par exemple, Azaghâl est le nom d'un seigneur nain, mais il pourrait s'agir d'un simple surnom signifiant « guerrier ».
Malgré son caractère secret, le khuzdul influence certaines langues et notamment l'adûnaic, la langue des Númenóréens, ainsi que certains termes sindarins et quenyas. Ainsi, le quenya Kasar et le sindarin Hadhod, signifiant tous deux « Nain », découlent directement du terme khuzdul Khazad de même signification. De son côté, le nanien a également emprunté un certain nombre de termes elfiques, tels que kibil lié au sindarin celeb.

## Attestations
Les exemples de khuzdul sont rares ; une grande partie est de type onomastique et consiste en toponymes et en mots ou expressions majoritairement issus du Seigneur des Anneaux, de ses brouillons (Histoire de la Terre du Milieu, tomes 6 à 9 et 12) et de textes qui suivirent sa rédaction (Parma Eldalamberon no 17). Quelques termes sont attestés dans le Silmarillion. Il n'existe pas de grammaire publiée du khuzdul bien qu'il semble qu'il en existe une dans les brouillons de Tolkien.
Quelques exemples de :
- mots simples : Baraz « rouge » ; Khuzd « Nain » ; Zâram « lac », etc. ;
- mots dérivés : Khuzdul « langue naine » de Khuzd « Nain » ; Mazarbul « [salle] des archives » de mazarb « documents écrits, archives », etc. ;
- mots composés : Kheled-zâram « Lac de verre » ; Nulukkhizdîn « Nargothrond » ; Sharbhund « Colline chauve » ; Sigin-tarâg « les Longues-Barbes » ; Zirakzigil « Pic d’argent », etc. ;
- expressions : Balin Fundinul uzbad Khazad-dûmu « Balin fils de Fundin, Seigneur de la Moria » ; Baruk Khazâd! Khazâd ai-mênu! « Les haches des Nains ! Les Nains sont sur vous ! ».

## Phonétique

### Voyelles
Le khuzdul possède les cinq timbres vocaliques a, e, i, o et u, qui peuvent prendre la quantité brève ou longue. Les voyelles longues sont marquées d'un accent circonflexe dans la transcription romanisée employée par Tolkien. Il existe également, à l'image de l'hébreu, des voyelles réduites de type schwa : Tolkien précise que « les voyelles comme celles que l’on entend dans le mot anglais butter étaient fréquentes en nanien », quoique le corpus attesté n'en donne pas d'exemple évident. Le khuzdul comporte la semi-voyelle j, notée y en transcription. Édouard Kloczko postule également l'existence de la semi-voyelle w.

### Consonnes
Sont attestées en khuzdul les consonnes suivantes, transcrites dans l'alphabet phonétique international (API) :
|           |          | Labiale | Alvéolaire | Post-alvéolaire | Vélaire | Glottale |
| Occlusive | aspirée  |         | tʰ         |                 | kʰ      |          |
| Occlusive | sourde   |         | t          |                 | k       | ʔ        |
| Occlusive | sonore   | b       | d          |                 | g       |          |
| Nasale    | Nasale   | m       | n          |                 |         |          |
| Fricative | sourde   | f       | s          | ʃ               |         | h        |
| Fricative | sonore   | (β ?)   | z          |                 | (ɣ ?)   |          |
| Latérale  | Latérale |         | l          |                 |         |          |
| Roulée    | Roulée   |         | r          |                 |         |          |

La transcription du khuzdul par Tolkien suit le plus souvent l'API, mais on peut noter cependant les points suivants :
- les occlusives aspirées sont notées th et kh[1] ;
- la fricative [ʃ] est notée sh ;
- le coup de glotte [ʔ] n'est pas noté, mais Tolkien indique que les mots commençant par une voyelle en transcription comportaient en fait ce son à l'initiale (par exemple, le mot uzn « ombre, obscurité » devait se prononcer [ʔuzn]). Certaines analyses du khuzdul le font intervenir aussi en d'autres positions, et le notent au besoin par l'apostrophe ;
- l'existence des sons [β] et [ɣ] est incertaine : ils correspondraient aux graphies bh et gh attestées dans les deux noms Sharbhund et Azaghâl[24]. Mais il pourrait aussi s'agir de simples combinaisons de b + h et g + h, respectivement[26].

Il existait deux prononciations possibles du r parmi les Nains : certains le roulaient, mais d'autres utilisaient un r uvulaire (comme le r le plus courant du français). L'usage de consonnes aspirées et du r uvulaire se démarque des langues elfiques et peut expliquer que le khuzdul ait été considéré comme cacophonique par les Elfes.
Le khuzdul n'admet pas de groupe de consonnes en début de mot.

### Écriture

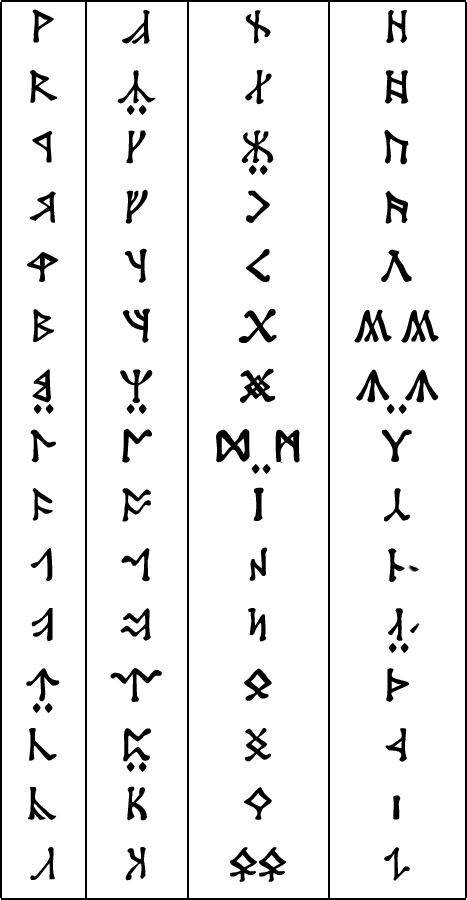
Les cirth.

Pour transcrire leur langue, les Nains employaient un système d'écriture runique d'origine elfique, les cirth. Le Seigneur des anneaux en donne un exemple sur le tombeau de Balin dans la Moria, où la phrase « Balin Fundinul uzbad Khazad-dûmu » littéralement « Balin fils de Fundin, Seigneur de la Moria » est inscrite en cirth. Les cirth servaient à l'origine à graver de brèves inscriptions, mais les Nains en tirèrent des formes destinées à la plume.

## Structure grammaticale

### Racines
Pour créer cette langue, Tolkien s'est inspiré de certaines structures linguistiques qui rappellent les langues sémitiques telles que l'hébreu. Par similitude avec ces langues, la morphologie du khuzdul se base sur des radicaux ou racines consonantiques, composés de deux consonnes (racines bilitères) comme D-Sh ou trois consonnes (racines trilitères) comme Kh-Z-D.
Ces racines, porteuses d'un sens général de base, ne sont pas en elles-mêmes des mots de la langue, mais servent à les former en intercalant des voyelles entre les consonnes.
La racine Kh-Z-D donne les mots suivants :
Khuzd « Nain » ; Khazâd « Nains » ; Khuzûd « Nains »
Selon Édouard Kloczko, il existerait deux types de racines : des racines primaires, essentiellement bilitères, et des racines dérivées, trilitères. Ainsi une racine primaire *Z-R donnerait des mots comme *zar ou *zir, et par ajout d'un affixe, par exemple un suffixe k, cela formerait une racine trilitère *Z-R-K. Kloczko suppose aussi que deux racines primaires puissent fusionner pour donner une racine trilitère : *B-R + *Z-R > *B-Z-R.
Magnus Åberg, dans son étude du nanien, propose principalement des racines trilitères, avec adjonction d'une occlusive glottale notée « ' » en début de racine. Ainsi la racine apparemment bilitère *Z-N est en fait une racine trilitère '-Z-N.
Quelques exemples de racines :
- B-R-Z « rouge », dérivé baraz ;
- K-B-L « argent », dérivé kibil ;
- Kh-Z-D « nain ou sept », dérivé khazâd ;
- N-B-R « corne, pointe », dérivé inbar ;
- N-R-G « noir », dérivé narag ;
- S-L-N « chuter », dérivés salôn, sulûn ;
- Z-G-L « argenté ou pic », dérivé zigil ;
- Z-R-B « écrire, inscrire », dérivé mazarbul.

### Affixes
L'adjonction d'affixes aux mots permet d'en modifier la signification ou d'en préciser la fonction. Par exemple :
- le préfixe ma- s'observe dans le mot mazarb « documents écrits, archives » issu de la racine Z-R-B « écrire, inscrire »[34]. Magnus Åberg considère qu'il sert à former des participes passés, par similitude avec le préfixe hébreu mə- qui a ce rôle (ex. məkhatev « écrit »). Édouard Kloczko mentionne aussi ce préfixe (sous la forme m-) mais sans explication complémentaire[35] ;
- le suffixe -ul est selon Tolkien une terminaison de génitif ou d'adjectif[34] : il s'observe par exemple dans khuzdul « nanien », dérivé de Khuzd « Nain ». Il forme un patronyme dans Fundinul « [fils] de Fundin ».

Préfixes et suffixes peuvent se combiner en parasynthèse : par exemple, le nom Mazarbul « [salle] des archives » combine les deux affixes vus ci-dessus.

### Noms
Le nom khuzdul est variable en nombre et distingue singulier et pluriel par des vocalisations différentes de la racine : Tolkien parle de « pluriels brisés » tels que l'on en retrouve en arabe. Ainsi le nom bark « hache » devient au pluriel baruk « haches » ; de même, Khuzd « Nain » devient Khazâd « Nains ». Il semble qu'il existe un second pluriel à Khuzd, Khuzûd « nains » que Kloczko désigne comme étant une variante dialectale de Khazâd.
La formation des noms diffère selon le type de radical. Dans son étude du khuzdul, Magnus Åberg reconstruit ainsi au moins 5 déclinaisons, possédant chacune, comme en hébreu, un état absolu et un état construit pour les deux nombres, singulier et pluriel. L'état construit sert à indiquer la possession : le nom possédé est modifié selon l’état construit, et est suivi par le nom possesseur à l’état absolu. Il faut cependant noter que les écrits actuellement publiés de Tolkien n'y font pas référence.
Le nom khuzdul se prête à la formation de mots composés, dans lequel il apparaît que l'élément déterminant précède le déterminé. Le premier élément peut prendre une forme spéciale en composition : par exemple le â de Khazâd « Nains » s'abrège dans le toponyme Khazad-dûm « Cavenain, Moria ».
Selon Åberg, certains noms propres composés semblent comporter une métathèse, c'est-à-dire que deux sons (généralement des consonnes) s'intervertissent afin de faciliter la prononciation.

### Verbes
Il n'existe que trois verbes attestés dans les écrits de Tolkien, ainsi qu'une racine, qui ne permettent pas d'en tirer une règle de formation sur les verbes :
- felak, felek[39] : ces deux verbes découlent de la même racine supposée *F-L-K, felak signifiant « utiliser un outil de taille, un felak » et felek « tailler la roche » ;
- gunud[39] « percer un tunnel » : verbe issu de la racine supposée *G-N-D, que l'on retrouve dans le nom usuel de Finrod, Felakgundu ou Felaggundu, que les Elfes ont rendu par Felagund ;
- S-L-N : cette racine est attestée avec la signification « chuter rapidement »[27], mais les seuls mots connus formés avec cette racine sont des noms (salôn et sulûn).

### Adjectifs
Åberg distingue deux types d'adjectifs : les adjectifs réductibles qui peuvent perdre une voyelle lors d'opérations morphologiques, et les adjectifs stables qui ne sont pas modifiés. Vu la diversité formelle des adjectifs, il est actuellement impossible de déterminer des règles de formation de singuliers ou pluriels.
Adjectif réductible : narag « noir », à comparer à Nargûn « Mordor »
Adjectif stable : gabil « grand », à comparer à Gabilân « Gelion »
Dans les mots composés, il semble que l'adjectif se place en première position. Ainsi c'est le cas de l'adjectif sigin « longues » dans le mot sigin-tarâg « longues-barbes ».

## Lexique
Le khuzdul semble avoir peu emprunté aux autres langues. Deux termes semblent toutefois être dérivés de l'elfique. Le premier est Rukhs, pl. Rakhâs « orque(s)», dont Tolkien dit qu'il pourrait être issu d'une langue des Elfes Avari, l'elfique possédant la racine primitive * ruku. Le second est le mot kibil « argent » qui semble directement lié au terme sindarin celeb, quenya telpe « argent ».
Certaines langues ont directement emprunté des termes au nanien. C'est le cas notamment des langues humaines et particulièrement de l'adûnaic.

### Influence sur les langues humaines
Les relations entre les Nains et les Hommes datent de bien avant la venue des Hommes en Beleriand au Premier Âge. À cette époque, les Hommes sont plus nombreux à l'est des Montagnes Bleues et entretiennent des relations principalement commerciales avec les Nains de la lignée de Durin, habitant la forteresse de Khazad-dûm. Ces relations ont une influence sur leurs langues : les Hommes apprennent quelques rudiments de khuzdul, mais ils « [le] trouvaient difficile et étaient lents à apprendre plus que des mots isolés, dont ils en adaptèrent et en intégrèrent beaucoup à leur propre langue ». La plupart de ces Hommes sont des Edain de la Maison de Hador, ancêtres des Númenóréens. La langue de Númenor, l'adûnaic, s'en trouve donc influencée : Tolkien indique que le khuzdul « ressemble phonétiquement à l'adunaic, et lui ressemble aussi dans plusieurs points de vocabulaire et de structure ». Plusieurs rapprochements entre le khuzdul et l'adûnaic ont été proposés par Kloczko dans son dictionnaire.

### Influence sur les langues elfiques
Les langues elfiques ont également emprunté au khuzdul.
Les noms quenya et sindarin pour désigner les Nains découlent directement du terme khazad. C'est le cas du sindarin Hadhod « nain » et Hadhodrim « la race des Nains » ; et du quenya Kasar pl. Kasari et Kasalli « nain(s)» et Kasallie « la race des Nains ».
On note également une influence khuzdule dans certains noms de lieux. Le lac Helevorn « verre noir » est composé de la racine sindarine heledh issue du khuzdul kheled « verre ». Selon Tolkien, le nom de la rivière Lhûn en sindarin, pourrait être issu des racines *slōn ou *slūn, issues des mots khuzdul salôn ou sulûn, dont la formation découlerait de la base S-L-N « tomber, descendre rapidement ».
Enfin, les noms Narog et Nargothrond seraient des emprunts directs au khuzdul, respectivement à Narâg et Nar(u)kuthûn.

## Iglishmêk
L'iglishmêk, littéralement « langue des signes » en khuzdul, est un langage gestuel inventé par les Nains pour communiquer entre eux silencieusement, et secrètement. Contrairement à son analogue parlé, l'iglishmêk a fortement évolué depuis son apparition. Chacune des sept maisons naines possède son iglishmêk particulier, qui est incompréhensible aux autres maisons, et bien sûr aux étrangers. Ce langage était généralement utilisé en accompagnement de l'oral, afin de préciser ou modifier la signification des paroles, à l'insu des interlocuteurs tiers.
Comme le khuzdul, le peu de renseignements connu sur l'iglishmêk provient des quelques Elfes qui eurent la chance de se voir enseigner cette langue par les Nains. Tolkien en donne deux exemples : lever légèrement l'index de la main droite, puis celui de la main gauche, signifie « j'écoute » ; mais lever les deux index en même temps constitue un ordre : « écoute ! ».

## Néo-khuzdul dans les adaptations de Peter Jackson

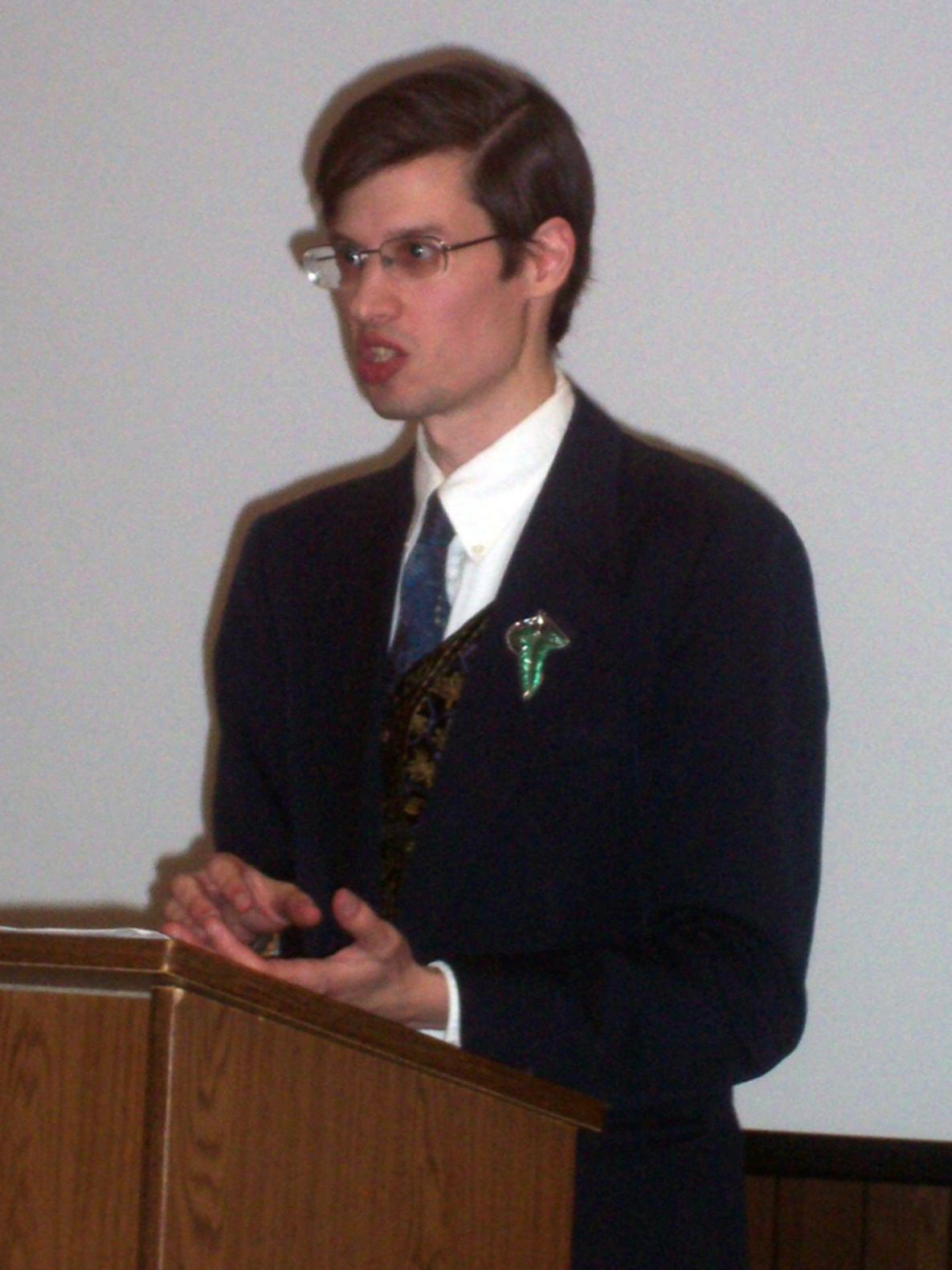
David Salo lors d'une conférence en 2005.

Dans les adaptations cinématographiques du Seigneur des anneaux par Peter Jackson, on trouve quelques exemples de néo-khuzdul créés par David Salo, dans les scènes de la Communauté de l'anneau se déroulant dans la Moria. L'apposition du terme néo- permet de distinguer le khuzdul de Tolkien du khuzdul inventé à l'occasion des films.
En 1999, David Salo est contacté par la production afin de travailler sur les langues reconstruites et notamment sur les langues elfiques et le khuzdul ainsi que sur leur transcription. David Salo dit à ce propos : « je travaillais avec John Howe et Grant Major sur ce sujet ; Grant écrivait les textes qu'il voulait rendre en khuzdul (pour être précis : en partie en khuzdul, et en partie mes propres inventions), et je lui faxais mes transcriptions en cirth. [...] la formulation est de Grant Major, les interprétations en néo-khuzdul sont miennes (ainsi que les transcriptions en cirth) ». David Salo indique aussi que son « néo-khuzdul (ou pseudo-khuzdul) change dans la durée » : son travail sur les bandes originales des trois films lui a permis de perfectionner son néo-khuzdul, et notamment le système verbal.
Il existe onze inscriptions néo-khuzdules transcrites en runes répertoriées.